# Arrondissement de Parthenay
L'arrondissement de Parthenay est une division administrative française, située dans le département des Deux-Sèvres et la région Nouvelle-Aquitaine.

## Géographie
Le territoire correspond approximativement à la région appelée Gâtine poitevine dont on retrouve le nom dans plusieurs communes de l'arrondissement : La Boissière-en-Gâtine, Mazières-en-Gâtine, Saint-Paul-en-Gâtine, Vernoux-en-Gâtine.

## Composition

### Composition avant 2015
L'arrondissement se compose de huit cantons représentant 77 communes : 
- canton d'Airvault ;
- canton de Mazières-en-Gâtine ;
- canton de Ménigoute ;
- canton de Moncoutant ;
- canton de Parthenay ;
- canton de Saint-Loup-Lamairé ;
- canton de Secondigny ;
- canton de Thénezay.

### Découpage communal depuis 2015
Depuis 2015, le nombre de communes des arrondissements varie chaque année soit du fait du redécoupage cantonal de 2014 qui a conduit à l'ajustement de périmètres de certains arrondissements, soit à la suite de la création de communes nouvelles. Au 1er janvier 2018, l'arrondissement  a vu son périmètre modifié.
Au 1er janvier 2024, l'arrondissement groupe les 78 communes suivantes :
1. Adilly
2. Airvault
3. Allonne
4. Amailloux
5. Ardin
6. Assais-les-Jumeaux
7. Aubigny
8. Availles-Thouarsais
9. Azay-sur-Thouet
10. Beaulieu-sous-Parthenay
11. Béceleuf
12. Beugnon-Thireuil
13. La Boissière-en-Gâtine
14. Boussais
15. Le Busseau
16. Champdeniers
17. La Chapelle-Bâton
18. La Chapelle-Bertrand
19. Les Châteliers
20. Châtillon-sur-Thouet
21. Le Chillou
22. Clavé
23. Coulonges-sur-l'Autize
24. Cours
25. Doux
26. Faye-sur-Ardin
27. Fénery
28. Fenioux
29. La Ferrière-en-Parthenay
30. Fomperron
31. Les Forges
32. Gourgé
33. Les Groseillers
34. Irais
35. Lageon
36. Lhoumois
37. Louin
38. Maisontiers
39. Mazières-en-Gâtine
40. Ménigoute
41. Oroux
42. Pamplie
43. Parthenay
44. La Peyratte
45. Pompaire
46. Pougne-Hérisson
47. Pressigny
48. Puihardy
49. Reffannes
50. Le Retail
51. Saint-Aubin-le-Cloud
52. Saint-Christophe-sur-Roc
53. Saint-Georges-de-Noisné
54. Saint-Germain-de-Longue-Chaume
55. Saint-Germier
56. Saint-Laurs
57. Saint-Lin
58. Saint-Loup-Lamairé
59. Saint-Maixent-de-Beugné
60. Saint-Marc-la-Lande
61. Saint-Martin-du-Fouilloux
62. Sainte-Ouenne
63. Saint-Pardoux-Soutiers
64. Saint-Pompain
65. Saurais
66. Scillé
67. Secondigny
68. Surin
69. Le Tallud
70. Thénezay
71. Vasles
72. Vausseroux
73. Vautebis
74. Vernoux-en-Gâtine
75. Verruyes
76. Viennay
77. Vouhé
78. Xaintray

## Démographie
En 2022, l'arrondissement comptait 65 409 habitants.
| 1968   | 1975   | 1982   | 1990   | 1999   | 2006   | 2011   | 2016   | 2021   |
| ------ | ------ | ------ | ------ | ------ | ------ | ------ | ------ | ------ |
| 66 453 | 66 634 | 66 524 | 64 198 | 62 011 | 63 230 | 64 565 | 66 173 | 65 401 |

| 2022   | - | - | - | - | - | - | - | - |
| ------ | - | - | - | - | - | - | - | - |
| 65 409 | - | - | - | - | - | - | - | - |

## Sous-préfets
| Période          | Période           | Identité                  | Fonction précédente                                                          | Observation                                                                          |
| ---------------- | ----------------- | ------------------------- | ---------------------------------------------------------------------------- | ------------------------------------------------------------------------------------ |
|                  |                   |                           |                                                                              |                                                                                      |
| 10 août 1809     | 7 avril 1813      | Etienne Garnier           | Secrétaire général de la préfecture du Léman                                 | Nommé sous-préfet de Pontoise                                                        |
|                  |                   |                           |                                                                              |                                                                                      |
| 17 mars 1819     | 6 septembre 1820  | Nicolas Besson de Beauver | Sous-préfet de Châteaulin                                                    | Nommé sous-préfet d'Issoudun                                                         |
|                  |                   |                           |                                                                              |                                                                                      |
| 9 mai 1852       | 27 février 1855   | Louis Ferrand             | Conseiller de préfecture secrétaire général de l'Ain                         | Nommé Secrétaire général de la préfecture de la Somme                                |
|                  |                   |                           |                                                                              |                                                                                      |
|                  | 1861              | Louis Amey de Champvans   |                                                                              |                                                                                      |
| 1861             | 1864              | Stéphen Liégeard          |                                                                              |                                                                                      |
| 1864             | 1867              | Ferdinand Le Roux         |                                                                              |                                                                                      |
|                  |                   |                           |                                                                              |                                                                                      |
| 1er juin 1871    | 30 mai 1873       | Gustave Le Mallier        | Sous-préfet de Bressuire                                                     | Remplacé. Nommé sous-préfet de Rambouillet en 1877                                   |
|                  |                   |                           |                                                                              |                                                                                      |
| 6 janvier 1875   | 7 juillet 1876    | Raoul Berger              |                                                                              | Nommé sous-préfet de Châtillon-sur-Seine                                             |
| 21 février 1877  | 22 mai 1877       | Camille Artaut            | Sous-préfet de Prades en 1874                                                | Démissionne. Nommé sous-préfet de Limoux en 1878                                     |
|                  |                   |                           |                                                                              |                                                                                      |
| 15 janvier 1878  | 3 septembre 1879  | Louis Bret                |                                                                              | Nommé secrétaire général de la préfecture de la Vienne                               |
| 3 septembre 1879 | 18 avril 1891     | Paul Maür                 |                                                                              | Remplacé, devient percepteur                                                         |
| 18 avril 1891    | 31 décembre 1892  | Edmond Du mesnil          |                                                                              | Nommé sous-préfet de Vitry-le-François                                               |
| 31 décembre 1892 | 16 novembre 1895  | Armand Flusin             | Sous-préfet de Nyons                                                         | Nommé sous-préfet de Saint-Claude                                                    |
| 16 novembre 1895 | 7 avril 1897      | Jean Laroze               | Sous-préfet d'Ussel                                                          | Démissionne                                                                          |
| 7 avril 1897     | 21 avril 1909     | Maurice Angenault         |                                                                              | Nommé sous-préfet d'Ambert                                                           |
| 21 avril 1909    | 3 octobre 1910    | Charles Vatrin            | Sous-préfet d'Ambert                                                         | Nommé sous-préfet de Lapalisse                                                       |
| 3 octobre 1910   |                   | Marcel Guillemet          | Sous-préfet de Civray                                                        | Mort en fonction                                                                     |
|                  |                   |                           |                                                                              |                                                                                      |
| 22 octobre 1920  | 11 octobre 1924   | Jean Passerieux           | Sous-préfet de Brioude                                                       | Nommé conseiller de préfecture du Rhône                                              |
| 11 octobre 1924  | 13 décembre 1927  | Armand Juillet            | Sous-préfet d'Argentan                                                       | Nommé sous-préfet de Tournon                                                         |
|                  |                   |                           |                                                                              |                                                                                      |
| 5 janvier 1932   | 20 avril 1935     | André Sadon               | Chef de cabinet du sous-secrétaire d'État à l'Éducation physique             | Nommé secrétaire général de la préfecture des Bouches-du-Rhône pour l'administration |
|                  |                   |                           |                                                                              |                                                                                      |
| 22 novembre 1935 | 22 mai 1937       | René Linares              | Sous-préfet de La Flèche                                                     | Nommé sous-préfet de Saintes                                                         |
|                  |                   |                           |                                                                              |                                                                                      |
| 6 juin 1939      | 5 octobre 1942    | Franc Robert              | Sous-préfet de Médéa en Algérie française                                    | Nommé sous-préfet de Thiers                                                          |
| 5 octobre 1942   | 26 novembre 1946  | Gabriel Lapeyrie          | Sous-préfet de Saint-Gaudens                                                 | Nommé préfet de la Creuse                                                            |
| 26 novembre 1946 | 19 janvier 1949   | Louis Pimont              | secrétaire général de la préfecture de la Dordogne                           | Nommé sous-préfet de Bergerac                                                        |
|                  |                   |                           |                                                                              |                                                                                      |
|                  | 13 août 1990      | Michel Colmenero-Cruz     | Administrateur civil                                                         |                                                                                      |
| 13 août 1990     | 31 juillet 1992   | Bernard Foucher           | Conseiller de tribunal administratif                                         |                                                                                      |
| 31 juillet 1992  | 21 septembre 1994 | Bernard Andrieu           | Inspecteur adjoint des affaires sociales                                     | Nommé sous-préfet de Châtellerault                                                   |
|                  |                   |                           |                                                                              |                                                                                      |
| 18 novembre 1997 | 17 janvier 2000   | Antoine Prax              | Chargé de mission pour la politique de la ville auprès du préfet des Yveline |                                                                                      |
| 6 avril 2000     |                   | Christophe Salin          | Directeur du cabinet du préfet de la Guyane                                  |                                                                                      |
| 6 juin 2003      | 2 juin 2006       | Pierre Simunek            | Directeur du cabinet du préfet de l'Aisne                                    |                                                                                      |
| 2 juin 2006      | 23 juin 2009      | Chantal Ambroise          | Directrice de cabinet du préfet d'Eure-et-Loir                               |                                                                                      |
| 23 juillet 2009  |                   | Laurent Polonceaux        | Conseiller des affaires étrangères                                           |                                                                                      |
| 1er août 2011    | 28 février 2014   | Laurent Olivier           | Administrateur des postes et télécommunications                              | Nommé sous-préfet de Soissons                                                        |
| 28 février 2014  | 15 décembre 2014  | Grégory Kromwell          | Officier de la gendarmerie nationale                                         | Réintégré dans son corps d'origine                                                   |
| 8 mai 2015       | 21 mars 2017      | Cécile Zaplana            | Magistrate de l'ordre judiciaire                                             | Nommée sous-préfète d'Argentan                                                       |
| 7 avril 2017     | 8 mars 2019       | Christophe Burbaud        | Colonel de sapeurs-pompiers professionnels                                   | Réintégré dans son corps d'origine                                                   |
| 7 juin 2019      | En cours          | Claire Lietard            | Inspectrice hors classe de l'action sanitaire et sociale                     |                                                                                      |